# Neopluvial

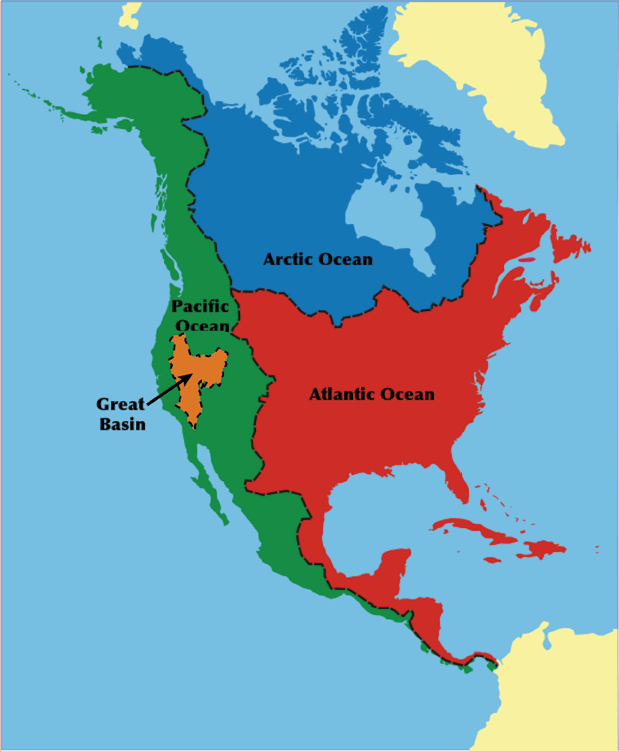
Ubicación de la Gran Cuenca en naranja.

El Neopluvial fue una fase de clima más húmedo y frío que tuvo lugar a finales del Holoceno en lo que actualmente es el oeste de Estados Unidos. Durante el Neopluvial, los niveles de agua de varios lagos ahora secos y lago endorreico como el Gran Lago Salado subieron y la vegetación cambió en respuesta al aumento de las precipitaciones. El fenómeno no fue exactamente sincrónico en todas partes, ya que las subidas neopluviales del nivel de los lagos se produjeron hace entre 6.000 y 2.000 años. Es correlativo al periodo Neoglaciar.

## Evidencia
El neopluvial tuvo lugar en lo que actualmente es el oeste de Estados Unidos durante el Holoceno tardío, provocando el aumento del nivel de los lagos de la Gran Cuenca y el rellenado de lagos y manantiales anteriormente secos. Se ha observado en el Gran Lago Salado, el lago Fallen Leaf, el lago Cochise, el desierto de Mojave, el lago Mono, el lago Owens, el lago Pirámide, el lago San Luis, el lago Silver, el lago Summer, el lago Tulare, el lago Walker y el lago Winnemucca.
Durante el Neopluvial, el Gran Lago Salado se volvió más fresco, y el Lago Pirámide alcanzó un nivel de agua de 1.186 metros (3.891 pies) sobre el nivel del mar. El Lago Walker, el Lago Owens y el Lago Mono experimentaron sus niveles de agua más altos del Holoceno, y los volúmenes de los dos últimos lagos aumentaron más del doble. Asimismo, los niveles de agua del Lago Tahoe aumentaron hasta el punto de desbordarse en el río Truckee. El lago Silver, en el desierto de Mojave, se convirtió en un lago perenne y la vegetación se extendió más en las Little Granite Mountains. El lago Summer se elevó por encima de su nivel actual hasta los 1.278 metros, aunque no tan alto como a mediados del Holoceno. El nivel del lago Tulare también aumentó.
En las Montañas Blancas se formaron praderas durante el Neopluvial. En las Montañas Blancas se formaron praderas durante el Neopluvial, en las Montañas Beartooth se formaron placas de hielo y glaciares en Sierra Nevada, en la región del Gran Lago Salado se extendió la estepa de artemisa, el té verde mormón y otros tipos de vegetación, en el centro y norte de la Gran Cuenca se ampliaron las ciénagas, las comunidades de mamíferos de la cuenca del lago Bonneville cambiaron con el regreso del ratón cosechero común, el ratón de bolsillo de la Gran Cuenca y el ratón cosechador occidental a lugares donde antes no estaban presentes y el aumento de la abundancia de ungulados pares, y las líneas de árboles descendieron, con el límite inferior de la vegetación boscosa penetrando en los desiertos. Contraintuitivamente, las mayores elevaciones de la línea de árboles en la zona del lago Bonneville se produjeron durante el Neopluvial, lo que puede indicar veranos más cálidos.
En la región del valle Owens, durante el Neopluvial la población humana se hizo más sedentaria y se estableció el comercio trans-Sierra Nevada («Newberry»/«Periodo Arcaico Medio»). La población alrededor del lago Alvord aumentó durante esta época y perduró incluso después de que el Neopluvial hubiera terminado allí. En Nevada, las mayores casas indígenas se construyeron durante el Neopluvial.

## Cronología
El comienzo del Neopluvial tuvo lugar unos 6.000 años antes del presente, pero no se produjo en todas partes al mismo tiempo:
- El Neopluvial se produjo entre 4.000 y 2.000 años antes del presente en el Carson Sink.[15] El Neopluvial en la cuenca del lago Lahontan terminó hace unos 2.000 años.[1]

- En el lago Fallen Leaf, el Neopluvial se produjo 3.700 años antes del presente en el lago Fallen Leaf. El final se produjo 3.650 años antes del presente;[2]a partir de ese momento las precipitaciones se hicieron más irregulares hasta el inicio de la Pequeña Edad de Hielo, unos 3.000 años después.[22]

- Su aparición está fechada entre 5.100 y 2.650 años antes del presente en el centro-norte de la Gran Cuenca.[16]

- En el Gran Lago Salado, el Neopluvial comenzó 5.000 años antes del presente y los niveles de agua alcanzaron su máximo entre 3.000 y 2.000 años antes del presente.[3]

- En el lago Cochise tuvo lugar entre 3.000 y 4.000 años antes del presente.[9]

- Se produjo entre 4.000 y 2.500 años antes del presente en el desierto de Mojave.[5]

- En el lago Pirámide, el Neopluvial comenzó a partir de 5.000 años antes del presente y alcanzó un máximo entre 4.100 y 3.800 años antes del presente en el lago Pirámide.[7]

- Los lagos de gran altitud de las Montañas Rocosas con pequeñas cuencas hidrográficas, particularmente sensibles a un balance hídrico cambiante, mostraron un aumento sincrónico del nivel de los lagos entre 6.000 y 5.000 años antes del presente, centrado en 5.700 años atrás.[23]

- En la zona del lago Summer, el Neopluvial se fechó entre hace 4.000 y 1.900 años.[12]

- El aumento del nivel del agua en el lago Tahoe ahogó los árboles entre 4.800 y 5.700 años antes del presente.[11]

- En el lago Tulare, el Neopluvial duró entre 4.500 y 2.800 años antes del presente; después se produjo una grave sequía.[8]

## Acontecimientos relacionados
El Neopluvial es en parte correlativo al Neoglacial, y podría haber sido causado por un cambio en las condiciones invernales sobre el Pacífico Norte. Este enfriamiento se explica principalmente por la disminución constante de la insolación estival, aunque los patrones sincrónicos en las respuestas hidrológicas a escalas submilenarias pueden estar vinculados a cambios en la circulación atmosférica impulsados por factores como la variabilidad interna en las teleconexiones océano-atmósfera. El fortalecimiento de la variabilidad ENOS, el enfriamiento del Pacífico Norte y el desplazamiento hacia el sur de la corriente en chorro del Pacífico también coincidieron con el neopluvial, que se asemeja al periodo pluvial que tuvo lugar en el oeste de Norteamérica a finales del último máximo glacial, pero fue mucho más débil que el periodo húmedo del LGM.

## Terminología
El término "neopluvial" se acuñó en 1982 y se refería originalmente a los altos niveles lacustres del lago Summer. El término también se ha utilizado para referirse a una fase de mediados a finales del Holoceno de mayor humedad observada en forma de aumento de la humedad en el este de Texas, potencialmente vinculada a un monzón más fuerte o al neopluvial del oeste de EE. UU.